# Fed Cup 2011 – baráž 2. skupiny zóny Asie a Oceánie
Baráž 2. skupiny zóny Asie a Oceánie ve Fed Cupu 2011 představovala čtyři vzájemná utkání týmů, které obsadily stejné pořadí v bloku A a B. Vítěz zápasu družstev z prvních příček bloků postoupil do 1. skupiny zóny Asie a Oceánie pro rok 2012. Družstva, která se umístila na druhém, třetím a čtvrtém místě obou bloků spolu sehrála zápas o konečnou 3  až 8. pozici 2. skupiny zóny. 
Hrálo se 5. února 2011 v areálu oddílu National Tennis Centre thajského města Nonthaburi venku na tvrdém povrchu. 

## Pořadí týmů – soupeři
| Poř. | Blok A     | Blok B       |
| ---- | ---------- | ------------ |
| 1.   | Indonésie  | Hongkong     |
| 2.   | Filipíny   | Singapur     |
| 3.   | Pákistán   | Turkmenistán |
| 4.   | Kyrgyzstán | Omán         |

## Zápas o postup
Vítězné týmy bloků sehrály zápas o postup do 1. skupiny zóny Asie a Oceánie pro rok 2012.

### Indonésie vs. Hongkong
| | Indonésie | 2 :                                                         | 1   | Hongkong |     |  |
| --- | --------- | ----------------------------------------------------------- | --- | -------- | --- |  |
| National Tennis Centre, Nonthaburi, Thajsko 5. února 2011 tvrdý (venku) |           |                                                             |     |          |     |  |
| \| \| \| \| 1. \| 2. \| 3. \| \| \| -- \| \| ----------------------------------------------------------- \| --- \| --- \| --- \| \| \| 1. \| \| Aju-Fani Damajantiová Katherine Ipová \| 6 1 \| 6 1 \| \| \| \| 2. \| \| Lavinia Tanantaová Ling Zhang \| 6 3 \| 2 6 \| 5 7 \| \| \| 3. \| \| Yayuk Basukiová / Jessy Rompiesová Ho Ching Wu / Ling Zhang \| 6 1 \| 4 6 \| 6 4 \| \| \| \| \| \| \| \| \| \| \| \| \| \| \| \| \| \| \| \| \| \| \| \| \| \| \| \| \| \| \| \| \| \| \| \| \| \| \| \| \| \| |           |                                                             |     |          |     |  |
| |           |                                                             | 1.  | 2.       | 3.  |  |
| 1. |           | Aju-Fani Damajantiová Katherine Ipová                       | 6 1 | 6 1      |     |  |
| 2. |           | Lavinia Tanantaová Ling Zhang                               | 6 3 | 2 6      | 5 7 |  |
| 3. |           | Yayuk Basukiová / Jessy Rompiesová Ho Ching Wu / Ling Zhang | 6 1 | 4 6      | 6 4 |  |
| |           |                                                             |     |          |     |  |
| |           |                                                             |     |          |     |  |
| |           |                                                             |     |          |     |  |
| |           |                                                             |     |          |     |  |
| |           |                                                             |     |          |     |  |

## Zápas o 3. místo
Druhé týmy bloků sehrály zápas o třetí a čtvrté místo.

### Filipíny vs. Singapur
| | Filipíny | 2 :                                                                          | 1    | Singapure |      |  |
| --- | -------- | ---------------------------------------------------------------------------- | ---- | --------- | ---- |  |
| National Tennis Centre, Nonthaburi, Thajsko 5. února 2011 tvrdý (venku) |          |                                                                              |      |           |      |  |
| \| \| \| \| 1. \| 2. \| 3. \| \| \| -- \| \| ---------------------------------------------------------------------------- \| ---- \| --- \| ---- \| \| \| 1. \| \| Anna Christine Patrimoniová Clare Fongová \| 6 1 \| 6 1 \| \| \| \| 2. \| \| Anna Christine Patrimoniová Stefanie Tanová \| 65 7 \| 6 2 \| 65 7 \| \| \| 3. \| \| Tamitha Nguyen / Anna Christine Patrimoniová Clare Fongová / Stefanie Tanová \| 6 2 \| 6 2 \| \| \| \| \| \| \| \| \| \| \| \| \| \| \| \| \| \| \| \| \| \| \| \| \| \| \| \| \| \| \| \| \| \| \| \| \| \| \| \| \| \| \| |          |                                                                              |      |           |      |  |
| |          |                                                                              | 1.   | 2.        | 3.   |  |
| 1. |          | Anna Christine Patrimoniová Clare Fongová                                    | 6 1  | 6 1       |      |  |
| 2. |          | Anna Christine Patrimoniová Stefanie Tanová                                  | 65 7 | 6 2       | 65 7 |  |
| 3. |          | Tamitha Nguyen / Anna Christine Patrimoniová Clare Fongová / Stefanie Tanová | 6 2  | 6 2       |      |  |
| |          |                                                                              |      |           |      |  |
| |          |                                                                              |      |           |      |  |
| |          |                                                                              |      |           |      |  |
| |          |                                                                              |      |           |      |  |
| |          |                                                                              |      |           |      |  |

## Zápas o 5. místo
Třetí týmy bloků sehrály zápas o páté a šesté místo.

### Pákistán vs. Turkmenistán
| | Pákistán | 1 :                                                                         | 2   | Turkmenistán |    |  |
| --- | -------- | --------------------------------------------------------------------------- | --- | ------------ | -- |  |
| National Tennis Centre, Nonthaburi, Thajsko 5. února 2011 tvrdý (venku) |          |                                                                             |     |              |    |  |
| \| \| \| \| 1. \| 2. \| 3. \| \| \| -- \| \| --------------------------------------------------------------------------- \| --- \| --- \| -- \| \| \| 1. \| \| Ushna Suhail Amangul Mollajevová \| 6 1 \| 6 0 \| \| \| \| 2. \| \| Sarah Mahboob Khan Anastasija Prenková \| 1 6 \| 1 6 \| \| \| \| 3. \| \| Sarah Mahboob Khan / Ushna Suhail Jenneta Hallijevová / Anastasija Prenková \| 2 6 \| 2 6 \| \| \| \| \| \| \| \| \| \| \| \| \| \| \| \| \| \| \| \| \| \| \| \| \| \| \| \| \| \| \| \| \| \| \| \| \| \| \| \| \| \| \| |          |                                                                             |     |              |    |  |
| |          |                                                                             | 1.  | 2.           | 3. |  |
| 1. |          | Ushna Suhail Amangul Mollajevová                                            | 6 1 | 6 0          |    |  |
| 2. |          | Sarah Mahboob Khan Anastasija Prenková                                      | 1 6 | 1 6          |    |  |
| 3. |          | Sarah Mahboob Khan / Ushna Suhail Jenneta Hallijevová / Anastasija Prenková | 2 6 | 2 6          |    |  |
| |          |                                                                             |     |              |    |  |
| |          |                                                                             |     |              |    |  |
| |          |                                                                             |     |              |    |  |
| |          |                                                                             |     |              |    |  |
| |          |                                                                             |     |              |    |  |

## Zápas o 7. místo
Čtvrté týmy bloků sehrály zápas o sedmé a osmé místo.

### Kyrgyzstán vs. Omán
| | Kyrgyzstán | 0 :                                                                          | 3   | Omán |    |  |
| --- | ---------- | ---------------------------------------------------------------------------- | --- | ---- | -- |  |
| National Tennis Centre, Nonthaburi, Thajsko 5. února 2011 tvrdý (venku) |            |                                                                              |     |      |    |  |
| \| \| \| \| 1. \| 2. \| 3. \| \| \| -- \| \| ---------------------------------------------------------------------------- \| --- \| --- \| -- \| \| \| 1. \| \| Alena Panfilovová Sarah Al Balushi \| 1 6 \| 1 6 \| \| \| \| 2. \| \| Emilia Tenizbajevová Fatma Al Nabhani \| 1 6 \| 0 6 \| \| \| \| 3. \| \| Alena Panfilovová / Emilia Tenizbajevová Sarah Al Balushi / Fatma Al Nabhani \| 0 6 \| 0 6 \| \| \| \| \| \| \| \| \| \| \| \| \| \| \| \| \| \| \| \| \| \| \| \| \| \| \| \| \| \| \| \| \| \| \| \| \| \| \| \| \| \| \| |            |                                                                              |     |      |    |  |
| |            |                                                                              | 1.  | 2.   | 3. |  |
| 1. |            | Alena Panfilovová Sarah Al Balushi                                           | 1 6 | 1 6  |    |  |
| 2. |            | Emilia Tenizbajevová Fatma Al Nabhani                                        | 1 6 | 0 6  |    |  |
| 3. |            | Alena Panfilovová / Emilia Tenizbajevová Sarah Al Balushi / Fatma Al Nabhani | 0 6 | 0 6  |    |  |
| |            |                                                                              |     |      |    |  |
| |            |                                                                              |     |      |    |  |
| |            |                                                                              |     |      |    |  |
| |            |                                                                              |     |      |    |  |
| |            |                                                                              |     |      |    |  |

## Konečné pořadí
| Pořadí   | Tým          |
| -------- | ------------ |
| Postup   | Indonésie    |
| 2. místo | Hongkong     |
| 3. místo | Filipíny     |
| 4. místo | Singapur     |
| 5. místo | Turkmenistán |
| 6. místo | Pákistán     |
| 7. místo | Omán         |
| 8. místo | Kyrgyzstán   |

- Indonésie postoupila so 1. skupiny zóny Asie a Oceánie pro rok 2012.